# たいせつ (Ryuの曲)
たいせつはRyuの7枚目のシングル。

## 概要
- 昨年亡くなったヤスミンの岩瀬オサムの遺作となった歌詞を歌ったもの。後に、同じくヤスミンのMichiと歌った曲としてリメイクをし、配信限定シングルとしてリリースした。
- カップリングは洋楽カバーでサイモン&ガーファンクル「スカボロフェア」と生誕200年を迎えるショパン「別れの曲」のアレンジカバーを収録した[1]。
- 初回盤のみ2009年11月12日に「"JAZZ流" Vol.3 @六本木STB139」というライブで行った模様を収録。

## 収録曲

### CD
1. たいせつ
作詞：岩瀬オサム　作曲：Ryu　編曲：池田大介
2. スカボロフェア
作詞・作曲：Arthur Garfunkel・Paul Simon　編曲：増崎孝司
3. 別れの曲 〜so deep is the night〜
作詞：Sonny Miller・Antonio Mario Mclfi　作曲：Sonny Miller・Antonio Mario Mclfi・ショパン　編曲：池田大介
4. たいせつ (inst.)

### DVD
1. たいせつ
2. 最初から今まで
作詞：Ryu　作曲：Yoo Hae Jun・Oh Seck June